# Trombas
Trombas est une municipalité brésilienne de l'État de Goiás et la microrégion de Porangatu.